# 绍特温
绍特温是奥地利下奥地利州诺因基兴县的一个市镇。总面积12.48平方公里，总人口716人，人口密度57.4人/平方公里（2005年）。